# Interpump Group
Interpump Group S.p.A. es una empresa italiana especializada en la producción de bombas de agua de alta y muy alta presión y uno de los principales grupos mundiales del sector hidráulico. Cotiza en la Bolsa italiana en el índice FTSE Italia Mid Cap y FTSE Italia STAR de la Bolsa de Milán.

## Historia
La empresa se fundó en 1977 en la provincia de Reggio Emilia, en Sant'Ilario d'Enza. Inicialmente la producción estaba vinculada a las bombas y pistones de alta presión caracterizados por sus pequeñas dimensiones y materiales de nuevo tipo que llevaron a la empresa a tener el 50 % del mercado en pocos años.
A partir de los años 90 comenzó a ampliar las áreas de interés adquiriendo otras empresas en el sector de las máquinas de limpieza profesional y los motores eléctricos.
En 1996 salió a bolsa y a partir del año siguiente comenzó a entrar en el sector hidráulico con adquisiciones selectivas de empresas del sector.
En 2005 se vendió la rama relativa a las máquinas de limpieza profesional tras un reposicionamiento en los sectores más tecnológicos. 

## Compañías y marcas del grupo
- Sector agua: Interpump Group S.p.A. (Bertoli; Pratissoli Pompe); General Pump Inc.; Hammelmann G.m.b.H.; Inoxihp S.r.l.; Inoxpa S.A.; NLB Corporation Inc
- Sector hidráulica: Walvoil S.p.A. (Galtech; Hydrocontrol); Avi S.r.l.; Contarini S.r.l.; American Mobile Power Inc.; Hydroven S.r.l.; I.M.M. Hydraulics S.p.A.; Interpump Hydraulics S.p.A. (HS Penta; Hydrocar; Modenflex Hydraulics; PZB); Mega Pacific New Zealand; Mega Pacific Pty Ltd; Muncie Power Products, Inc.; Oleodinamica Panni S.r.l. (Cover); Takarada Industria e Comercio lta; Teknotubi S.r.l.; Tubiflex S.p.A.

## Centros de producción
Interpump está presente en los siguientes países con al menos una de las empresas del grupo:
- América: Canadá, Estados Unidos, Brasil, Chile
- Europa: Italia, Francia, España, Inglaterra, (Alemania), Rumanía, Bulgaria
- África: Sudáfrica
- Asia: Emiratos Árabes Unidos, China, India, Corea del Sur
- Oceanía: Australia, Nueva Zelanda